# Condizione della donna in Germania

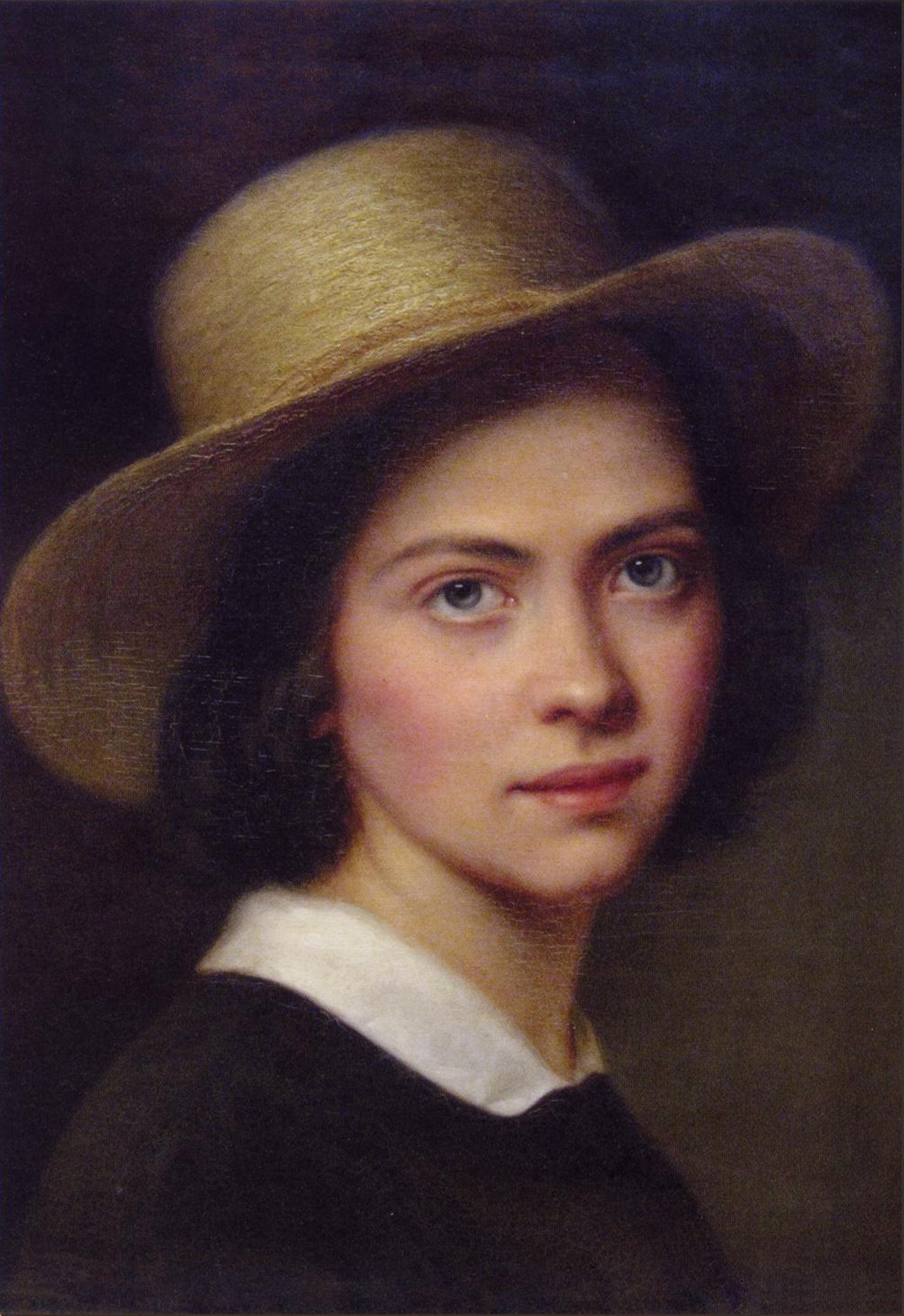
Autoritratto di Julie Wilhelmine Hagen-Schwarz.

La condizione femminile e i diritti delle donne in Germania sono cambiati nel corso della storia, assieme ai loro ruoli, in particolare nel corso degli ultimi decenni durante i quali la cultura della Germania ha subito un rapido cambiamento.
L'indice di diseguaglianza di genere per il 2015 è pari 0.066, mentre il Global Gender Gap Report per il 2016 è pari a 0.766.

## Contesto storico

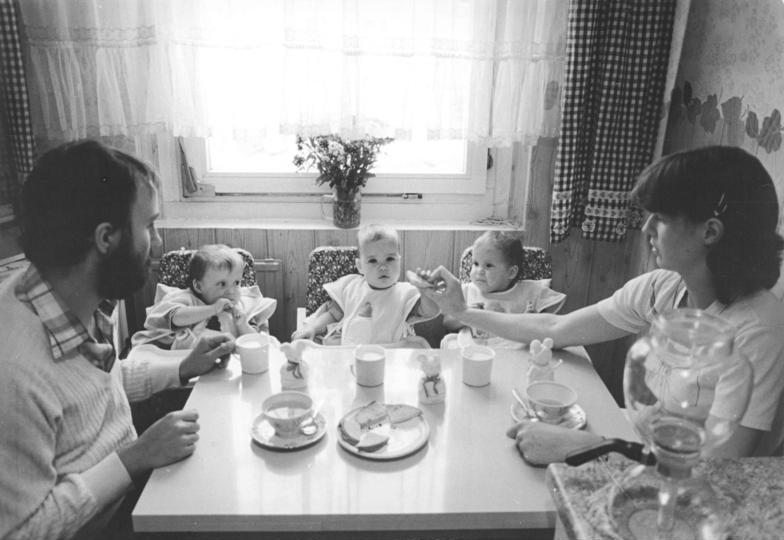
Una donna e suo marito, entrambi studenti di medicina, e i loro trie figli nella Germania Est (DDR) nel 1984; La Repubblica Democratica Tedesca ha incoraggiato le nascite tra le donne istruite.

Il ruolo tradizionale della donna nella società tedesca è stato spesso descritto dai cosiddetti "quattro Kappa" in lingua tedesca: Kinder (figli), Kirche (chiesa), Küche (cucina), e Kleider (vestiti), il che indica che le loro principali mansioni erano quelle di crescere i figli, frequentare le attività religiose, cucinare e servire il cibo e trattare con i vestiti e la moda.
Tuttavia i loro ruoli si sono ampiamente modificati nel corso del XX secolo. 
Dopo aver ottenuto il diritto di voto nel 1919 le donne tedesche cominciarono ad assumere un ruolo attivo anche in quello precedentemente svolto dagli uomini. 
Dopo la fine della seconda guerra mondiale sono state etichettate come Trümmerfrauen o "donne delle macerie", perché si sono prese cura dei "feriti, hanno seppellito i morti, recuperato gli effetti personali" e hanno partecipato al "difficile compito di ricostruzione dalla devastazione provocata dalla guerra.
Anche se ampiamente intrisa di conservatorismo in molti campi, la Germania, tuttavia, si differenzia da altre regioni di lingua tedesca in Europa, essendo molto più progressiva sul diritto delle donne ad essere politicamente coinvolte, rispetto per esempio alla vicina Svizzera (dove le donne hanno ottenuto il diritto di voto solo nel 1971 a livello federale, e a livello cantonale locale nel 1990 nel Canton Appenzello Interno, mentre in Liechtenstein nel 1984).
In Germania vi sono anche forti differenze regionali; per esempio la Germania meridionale (in particolar modo la Baviera) è più conservativa di altre parti del paese; mentre l'ex Germania Est ha maggiormente supportato la vita professionale delle donne che l'ex Germania Ovest.

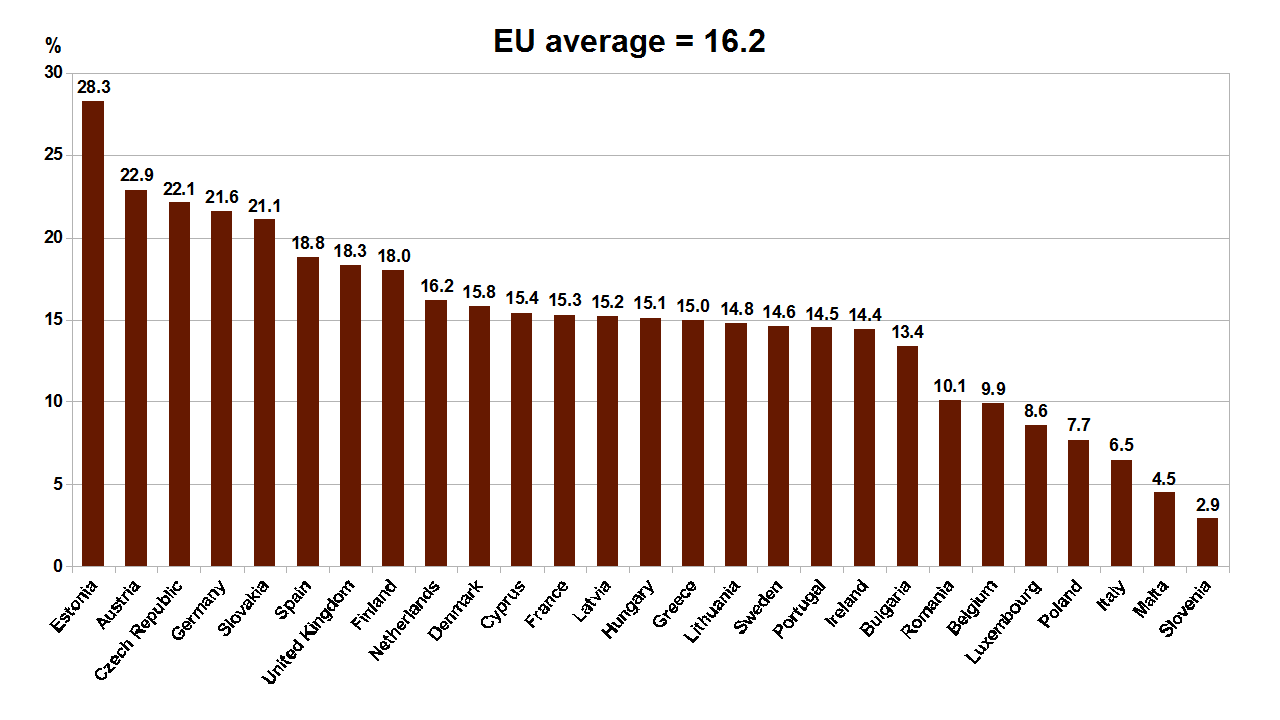
Il divario retributivo di genere nelle retribuzioni orarie lorde medie negli Stati membri dell'Unione europea, secondo l'Eurostat 2014. La Germania ha uno dei peggiori differenziali retributivi di genere nell'UE.

## Il matrimonio e il diritto di famiglia
Il diritto di famiglia nella Germania Ovest assegnava alle donne un ruolo subordinato rispetto ai loro mariti. Fu solo nel 1977 che le modifiche legislative previste per l'uguaglianza di genere si trasfusero anche nell'istituto del matrimonio.
In Germania Est (Deutsche Demokratische Republik o DDR) invece le donne avevano più diritti e sono state incoraggiate a partecipare alla forza lavoro.
Nel 1977 la legge sul divorzio in Germania Ovest ha subito grandi cambiamenti, passando da un sistema basato sul divorzio a causa di adulterio ad uno che non contemplava nessuna colpa. 
Questi nuovi regolamenti sul divorzio, che restano oggi in vigore in tutta la Germania, stabiliscono che un divorzio senza colpa può essere ottenuto sulla base di un anno di separazione de facto se entrambi i coniugi sono consensuali, e in tre anni di separazione di fatto se un solo coniuge lo richiede.

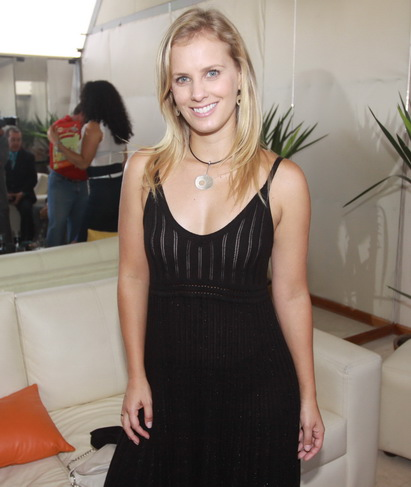
Una ragazza tedesca bionda.

È inoltre previsto un "divorzio veloce" che può essere ottenuto su richiesta da uno dei coniugi, senza il periodo necessario di separazione, se è provato in tribunale che il mantenimento del matrimonio costituirebbe un onere irragionevole per il richiedente per motivi legati al comportamento dell'altro coniuge; tale esenzione richiede circostanze eccezionali ed è considerata caso per caso.
Negli ultimi anni in Germania, come in altri paesi occidentali, si è registrato un rapido aumento della convivenza tra coppie non sposate e nascite al di fuori del matrimonio.
A partire dal 2014 il 35% delle nascite in Germania erano dovute a donne non sposate. Vi sono tuttavia delle differenze tra le regioni dell'ex Germania Ovest e quelle della Germania Est: significativamente più bambini nascono fuori dal matrimonio nella Germania orientale che in Germania occidentale: nel 2012, in Germania orientale il 61,6% delle nascite erano dovute a donne non sposate, ma nella parte occidentale della Germania era solo il 28,4%.
Le opinioni sulla autodeterminazione sessuale, in quanto si riferisce al matrimonio, sono cambiati: per esempio fino al 1969 l'adulterio era un reato in Germania Ovest; fu solo nel 1997 che la Germania ha rimosso l'esenzione coniugale dalla sua legge sullo stupro, essendo uno degli ultimi paesi occidentali a farlo, dopo una battaglia politica iniziata nel corso degli anni '70.

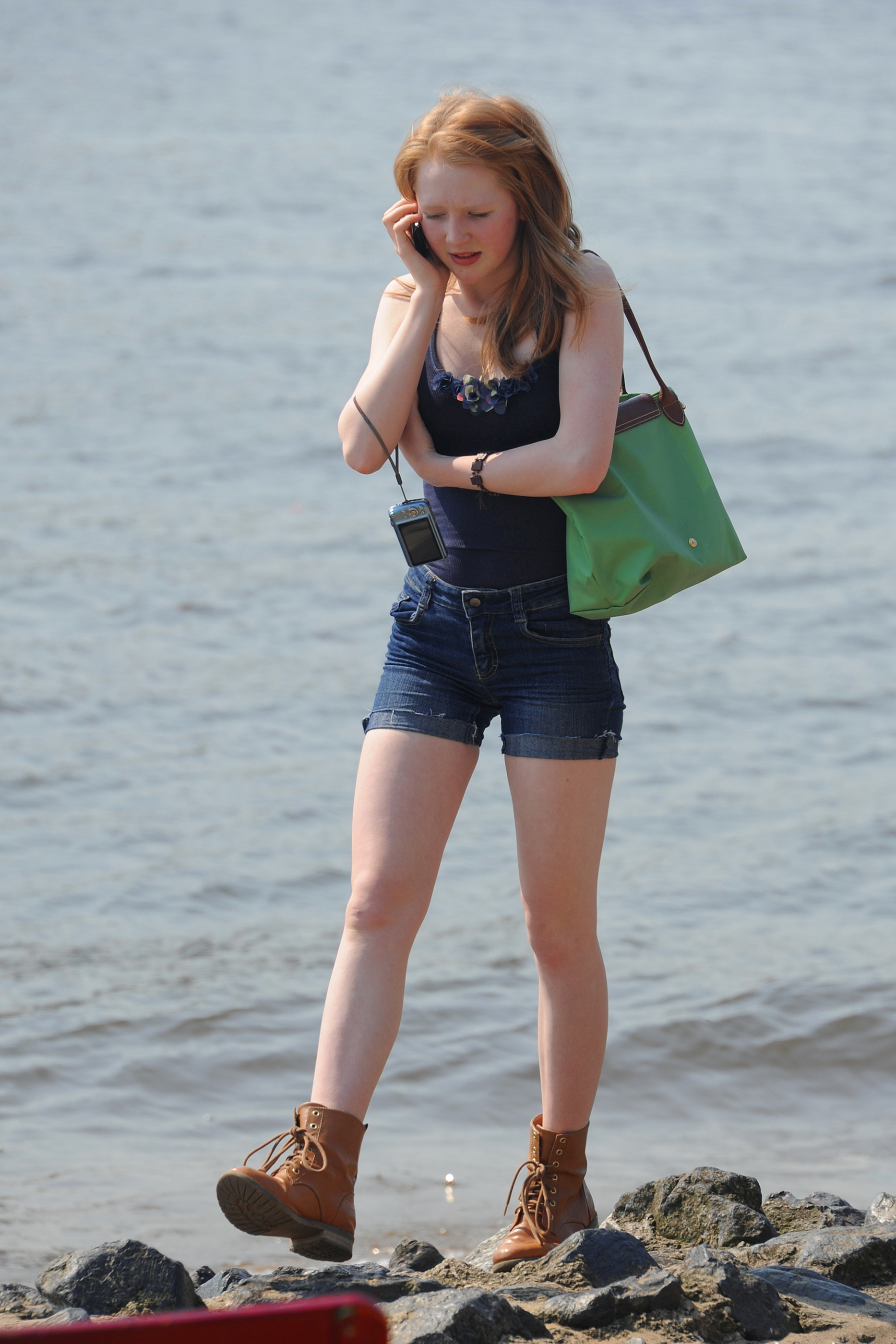
Una ragazza tedesca al telefono.

## Vita professionale
Mentre le donne nella Germania orientale sono state incoraggiate a partecipare alla forza lavoro, questo non fu il caso in Germania Ovest, dove il ruolo primario di una donna è stato sempre inteso per essere quello di padrona di casa e di prendersi cura della propria famiglia. Negli ultimi anni più donne stanno lavorando per un guadagno professionale.
Anche se la maggior parte delle donne sono impiegate, molte lavorano a tempo parziale; nell'Unione europea solo i Paesi Bassi e l'Austria hanno più donne che lavorano a tempo parziale. 
Un problema che le donne devono affrontare è che le madri che hanno bambini piccoli e vogliono intraprendere una carriera possono ancora affrontare la critica sociale.
Nel 2014 la coalizione di governo ha deciso di imporre una quota femminile pari al 30% per le posizioni di ruolo per il 2016.
Rispetto ad altri paesi occidentali e anche non occidentali la Germania ha una bassa percentuale di donne in ruoli di leadership aziendale, inferiore anche rispetto alla Turchia, alla Malaysia, alla Nigeria, all'Indonesia, al Botswana e all’India.
Una delle ragioni per la scarsa presenza delle donne in posizioni chiave è la norma sociale che considera il lavoro a tempo pieno inadeguato per le donne. Soprattutto la Germania meridionale è conservatrice per quanto riguarda i ruoli di genere.
Nel 2011 Jose Manuel Barroso, allora presidente della Commissione europea, ha dichiarato: "la Germania, ma anche l'Austria e i Paesi Bassi, dovrebbero guardare all'esempio dei paesi nordici [...] il che significa rimuovere gli ostacoli per le donne, i lavoratori anziani, gli stranieri e i poco qualificati in cerca di lavoro per farli entrare nel mercato lavorativo".

## Donne in politica

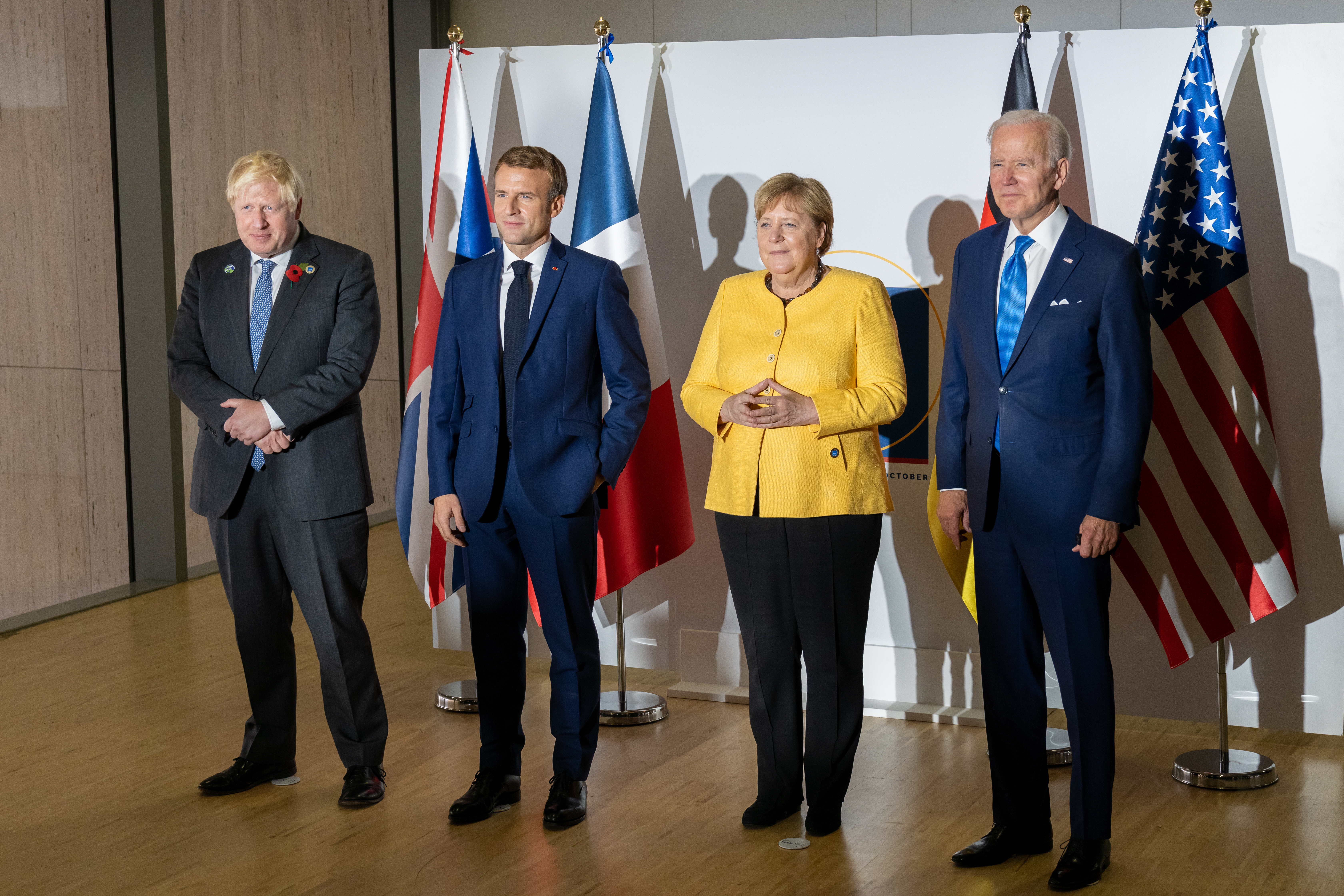
Boris Johnson, Emmanuel Macron, Angela Merkel e Joe Biden al G20 del 2021 a Roma

Elisabeth Schwarzhaupt, nel 1961, diventa la prima donna ministro in Germania. Annemarie Renger, dal 1972 al 1976 è stata la quinta presidentessa del Bundestag.
Nel 1992 Sabine Leutheusser-Schnarrenberger è la prima donna ministro della giustizia, mentre Petra Roth diventa sindaco di Francoforte nel 1995. Ursula von der Leyen è ministro della difesa nel 2013. Annalena Baerbock ministro degli affari esteri nel 2021. 
Angela Merkel diventa nel 2005 la prima donna Cancelliere della Germania e rimane in carica fino al 2021.

## Salute riproduttiva e fertilità
Il tasso di mortalità materna in Germania è di 7 decessi per 100.000 nati vivi (a partire dal 2010). Il tasso di HIV/AIDS è allo 0,1% degli adulti (età tra i 15-49 anni), secondo le stime del 2009
Il tasso di fecondità totale (TFT) in Germania è di 1,44 nascite per donna (stime del 2016), uno dei più bassi al mondo. L'assenza di figli è piuttosto elevata: delle donne nate nel 1968 in Germania Ovest il 25% è rimasta senza figli.
L'aborto in Germania è legale durante il primo trimestre a condizione di una consulenza obbligatoria, e più tardi nella gravidanza nei casi di necessità medica. In entrambi i casi v'è un periodo di attesa di 3 giorni.
L'educazione sessuale nelle scuole è obbligatoria per legge. La Corte Costituzionale Federale tedesca e nel 2011 la Corte europea dei diritti dell'uomo ha respinto le denunce di molti genitori di fede Battista contro l'educazione sessuale scolastica obbligatoria.

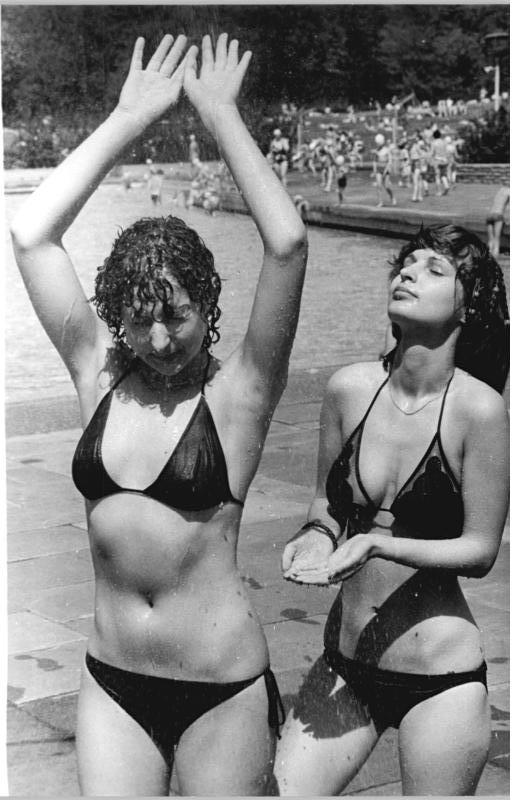
Giovani tedesche in spiaggia (1982).